# Friedrich Reck-Malleczewen

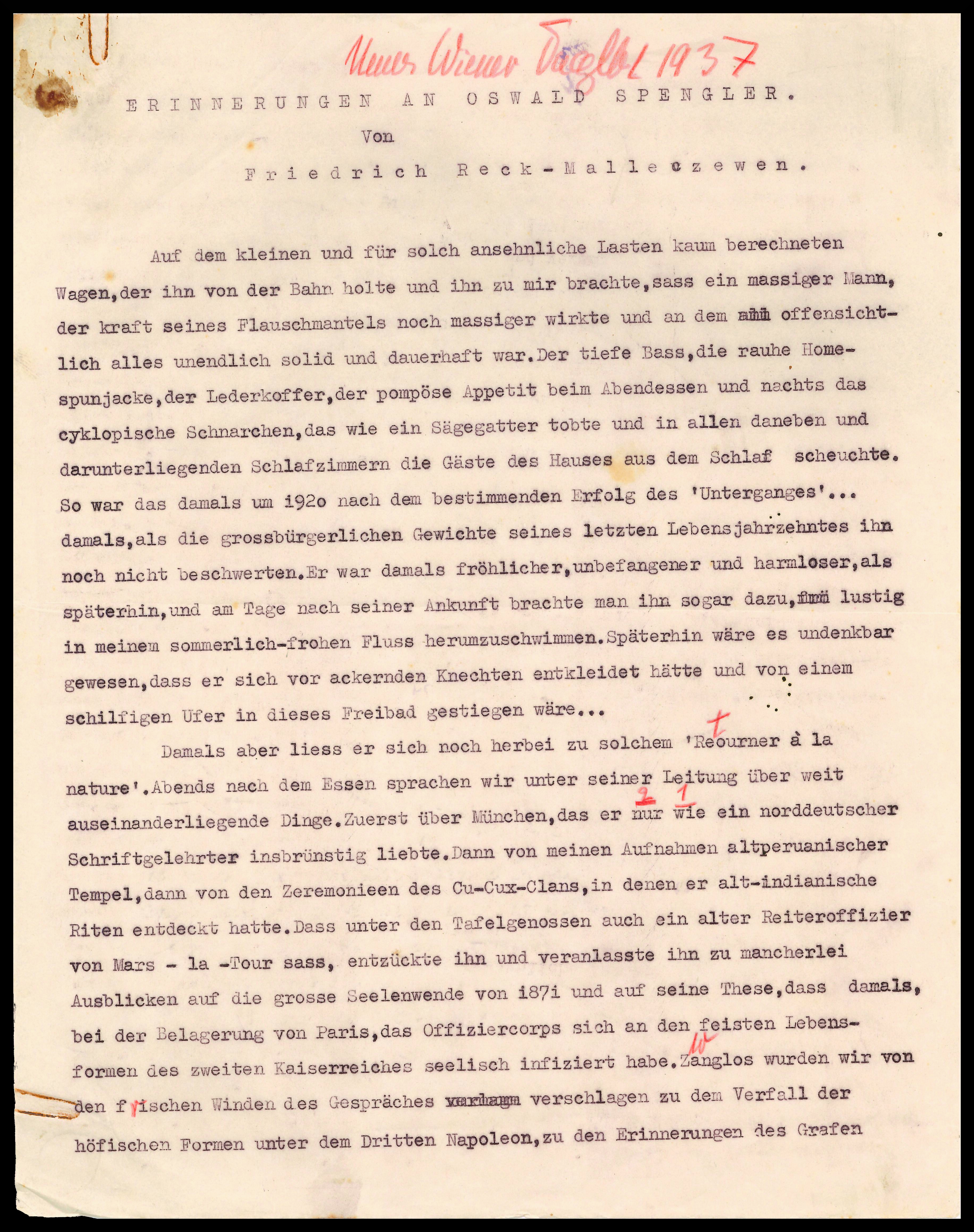
Typoskript von Reck-Malleczewen (ca. 1937)

Friedrich Percyval Reck-Malleczewen [maləˈtʃeːvn̩], eigentlich Friedrich (Fritz) Reck (* 11. August 1884 auf dem Gut Malleczewen, Kreis Lyck, Ostpreußen; † 16./17. Februar 1945 im KZ Dachau) war ein deutscher Arzt und Schriftsteller. Er war Christ und stand gegen den Nationalsozialismus.

## Herkunft und Ausbildung
Als Sohn des ostpreußischen Rittergutsbesitzers und konservativen Abgeordneten Hermann Reck und dessen Frau Emma geb. Pietschmann (1854–1923), besuchte Friedrich Reck das Königliche Gymnasium Lyck. Obwohl er eigentlich Musiker werden wollte, trat er nach dem Abitur 1904 auf Drängen seines Vaters dem Infanterie-Regiment Großherzog von Sachsen (5. Thüringisches) Nr. 94 in Jena bei. Er brach die Offizierslaufbahn ab und studierte Medizin an der Albertus-Universität Königsberg und der Universität Innsbruck. Nach dem Staatsexamen (1910) wurde er 1911 zum Dr. med. promoviert. Reck war als Assistenzarzt an der Universitätsklinik Königsberg tätig, gab aber diese Stelle bald auf, um für Zeitungen zu schreiben.

## Privatleben
Noch während des Studiums heiratete Reck 1908 die Deutsch-Baltin Anna Louise Büttner (1880–1980), Musikstudentin und Tochter des in Riga ansässigen kaiserlich russischen Staatsrates Alfred Büttner (1836–1910). Der Ehe entstammten die Kinder Barbara Amata (geb. 1908), Ursula Susanne (geb. 1912), Juliane (genannt Ane, geb. 1917) und Thomas Wytold (geb. 1925, im Zweiten Weltkrieg vermisst),  die Scheidung erfolgte 1930, nach Jahren der Trennung. Während seine Frau und die beiden Töchter von Königsberg nach Pasing bei München zogen, reiste Reck in der zweiten Hälfte des Jahres 1912, zum Teil als Schiffsarzt, per Dampfschiff durch Süd- und dann auch Nordamerika, worüber er in der Ostpreußischen Zeitung regelmäßig berichtete. Im folgenden Jahr trat er im September eine Stelle als Feuilletonredakteur und Theaterkritiker bei der neu gegründeten Süddeutschen Zeitung in Stuttgart an, was er bis März 1914 blieb, um bald darauf als Intendanzvolontär am Königlichen Hof- und Nationaltheater in München tätig zu werden. Seitdem lebte er, zunächst noch zusammen mit seiner ersten Frau und den gemeinsamen Kindern, bis 1933 in Pasing, in der Mussinanstraße 10 (heute Nimmerfallstraße 11). Da Reck unter Diabetes mellitus litt, wurde er im Ersten Weltkrieg nicht einberufen.
Bereits 1913 hatte Reck in München die aus dem niederösterreichischen Böheimkirchen stammende jüdische Buchhändlerin Irma Glaser (1886–1933) kennengelernt. Ab 1917 arbeitete diese nebenberuflich als Sekretärin für Reck und wurde ihm „bald unentbehrlich durch ihre Kenntnisse, ihre Schreibarbeiten, dann aber auch durch ihr organisatorisches Geschick in Finanzangelegenheiten und schließlich durch ihre intime Vertrautheit mit seinem ‚wahren‘ Leben, seinem Rollenspiel und seinen Absichten“. Darüber hinaus diente sie ihm als Vorlage für die Novelle Die Fremde (Berlin 1917). Glaser lebte zunächst abwechselnd in Pasing, Bern und Wien, seit 1920 dann im Haus ihres Lebensgefährten Reck in Pasing, immer „emsig bestrebt, die Schwierigkeiten seines Charakters im Umgang mit anderen Menschen auszugleichen“. Der antisemitische Schriftsteller Bruno Brehm porträtierte das Paar Reck und Glaser sowie auch Recks erste Frau Jahre später in Der Lügner (Wien 1949), „seinem zwielichtigen Schlüsselroman über Reck“. Zu Anfang des Jahres 1930 wurde im Hause Recks, der „ein bekanntes Original der Münchner Bohème“ war, der legendäre und bis heute fortbestehende Tukan-Kreis gegründet. Nach fast zwanzig gemeinsamen Jahren kam Irma Glaser 1933, im Jahr der „Machtergreifung“ Adolf Hitlers und der NSDAP, unter ungeklärten Umständen durch Gasvergiftung in Recks Haus ums Leben, dieser selbst ging von Suizid aus.
Im selben Jahr konvertierte Reck vom Protestantismus zum Katholizismus und bezog das von ihm bereits 1925 erworbene Gut Poing bei Truchtlaching im Chiemgau. 1935 heiratete Reck Irmgard von Borcke, die Adoptivtochter eines befreundeten Adeligen; aus dieser Ehe gingen drei Töchter hervor. Vom September 1944 bis zum Kriegsende versteckte das Ehepaar Reck auf seinem Gut Poing die Jüdin Albertine Gimpel (1896–1973) vor dem Zugriff der Gestapo. Gimpel war eine Freundin und nach dem Krieg die Ehefrau des mit Reck gut befreundeten Malers Franz Herda (1887–1965), der auch anderen Juden half, sich der Deportation zu entziehen.
Recks gesamtes Leben stand unter der Problematik, seinen realen wirtschaftlichen Abstieg zu verarbeiten, der mit dem – durch seine Herkunft bedingten – Bewusstsein, einer gesellschaftlichen und geistigen Elite anzugehören, nicht zu vereinbaren war. In diesem Licht ist auch seine Literaturproduktion, die vor allem auf Verkäuflichkeit zugeschnitten war, zu sehen. 1931 äußerte Reck: „Ich kann nicht mehr […] wie bislang die besten Dinge, die ich zu sagen habe, für mich behalten und Romane für Dienstmädchen und Droschkenkutscher schreiben. Ich kann nicht an meinem Leben, wie Telegraphenstangen an einer Chaussee, Zeitungsromane aufreihen und Werke, die nur ich schreiben kann, als Torsi liegen lassen.“

## KZ-Haft und Tod
Wie andere Vertreter der konservativen Revolution hoffte Reck anfänglich, der Nationalsozialismus könne die gesellschaftliche Nivellierung des Individuums aufhalten. In seinem 1936 begonnenen Tagebuch eines Verzweifelten zeigt sich, dass seine Hoffnung in Hass auf die Nazis umgeschlagen ist. Er bezeichnet diese als „Herde böser Affen“. Den Widerständlern vom 20. Juli 1944 um Claus Schenk Graf von Stauffenberg wirft er vor, Hitler an die Macht gebracht zu haben. Den studentischen Widerständlern der Weißen Rose um die Geschwister Scholl gilt dagegen seine Sympathie.
Aufgrund einer Denunziation wurde Reck-Malleczewen 1944 von der Gestapo verhaftet. a)  Kurze Zeit später entließ man ihn jedoch aus der Haft und bescheinigte ihm, dass weder politisch noch strafrechtlich etwas gegen ihn vorliege. Sein Denunziant, der Verlagsdirektor Alfred Salat, setzte jedoch durch, dass er am kurz vor Silvester 1944 wegen „Verunglimpfung der deutschen Währung“ verhaftet, ins Gestapogefängnis München gebracht und dort gefoltert wurde. Angeblich hatte er sich in einem Brief an seinen Berliner Verleger die Bezahlung in Reichsmark verbeten, weil darauf „kein Nickel mehr zu setzen sei“. Am 9. Januar 1945 wurde Friedrich Reck-Malleczewen ins KZ Dachau gebracht, wo er wenig später starb.
Die genauen Umstände seines Todes sind nicht überliefert. Curt Thesing, der im Auftrag der Witwe Irmgard Reck-Malleczewen die Verwaltung des literarischen Nachlasses übernahm, schrieb jedoch am 3. November 1946 in seinem Vorwort zum Tagebuch eines Verzweifelten, dass Friedrich Reck-Malleczewen „am 24. Februar 1945 starb – soweit seine Freunde dies in Erfahrung bringen konnten – durch Genickschuss“. Andere Quellen nennen den 16. oder 17. Februar als Todestag. Nico Rost beschreibt in seinem Tagebuch Goethe in Dachau seltsamerweise eine Begegnung mit Reck im KZ am 15. April 1945. In ihrem biografischen Nachwort der Tagebuch-Ausgabe von 1994 nennt Christine Zeile als Todesursache eine Fleckfiebererkrankung.

## Literarisches Schaffen
In seinen Romanen verarbeitete Friedrich Reck-Malleczewen wiederholt seine Reiseerfahrungen. Daneben schrieb er zahlreiche Jugenderzählungen. Sein Vorbild war Robert Louis Stevenson, seine Arbeiten aber stehen in der Nähe zur Trivialliteratur.
Sein 1930 erschienener Roman Bomben auf Monte Carlo (der im Kern den Fantômas-Roman La Main Coupée plagiiert) wurde zweimal verfilmt.
Als Schriftsteller im nationalsozialistischen Deutschland ist Friedrich Reck-Malleczewen der Inneren Emigration zuzuordnen. In seinem 1937 erschienenen (Wieder-)Täuferroman Bockelson. Geschichte eines Massenwahns schildert er den Niedergang der ehemals ständisch-konservativen Stadt Münster im 16. Jahrhundert, die sich unter dem Einfluss des kleinbürgerlichen Demagogen Bockelson zur populistischen Diktatur entwickelt. Ein Vergleich des Täuferreichs von Münster unter ihrem „Führer“ Jan Bockelson mit den gesellschaftlichen Zuständen des Dritten Reichs ist beabsichtigt. „Die Nationalsozialisten erkannten die politische Brisanz des Buches zu keiner Zeit [...]“, es wurde auch „nie verboten“, sondern, gerade auch in der nationalsozialistischen Presse, überwiegend sehr wohlwollend rezensiert. Der Roman wurde in der Literaturwissenschaft mehrfach als Beispiel für den historischen Roman bzw. den Umgang mit historischen Themen bei Autoren der Inneren Emigration untersucht.
Reck-Malleczewens im Mai 1936 begonnenes Tagebuch, das bis zur Verhaftung im Oktober 1944 reicht, erschien als Buch unter dem Titel Tagebuch eines Verzweifelten erstmals 1947 in kleiner Auflage. Erst 1966 wurde es, nicht zuletzt dank der Fürspräche Peter Härtlings, vom Goverts-Verlag erneut herausgebracht und seitdem von anderen Verlagen – u. a. vom Eichborn Verlag in Hans Magnus Enzensbergers Anderer Bibliothek – insgesamt noch viermal wiederaufgelegt (1971, 1981, 1994 und zuletzt 2015). Das Tagebuch gilt mit seiner hellsichtigen und brillant geschriebenen Diagnose der Nazibarbarei als wichtiges Zeitdokument und wurde auch international, zum Teil begeistert, rezipiert: Es erschienen Übersetzungen ins Niederländische (1968) und Spanische (2009), die Übersetzung ins Französische erlebte zwei Ausgaben (1968 und 2015), die ins Englische sogar vier (1970, 1995, 2000 und 2013), und ins Italienische wurde Recks Tagebuch zweimal übersetzt (1970 und 2015).
Im März 2015 beschloss der Münchner Stadtrat, dass die Monacensia, das Literaturarchiv der Stadt München, den literarischen Nachlass Reck-Malleczewens erwerben solle.

## Ehrung der Eheleute Reck-Malleczewen alsGerechte unter den Völkern
Am 14. Januar 2014 wurden Friedrich Reck-Malleczewen und seine zweite Frau Irmgard Reck-Malleczewen von der Gedenkstätte Yad Vashem gemeinsam mit Franz Herda, dessen Tochter Vera Manthey (1918–1955) sowie Eduard Winkler für ihre Mitwirkung an der Rettung von Albertine Gimpel, Max Bachmann (1883–1966) und Richard Marx (geb. 1925, nach dem Krieg Ehemann Vera Mantheys) als Gerechte unter den Völkern geehrt.

## Werke

### Bücher
- Mit Admiral Spee. Erzählung für die Jugend aus dem Seekrieg 1914/15. Stuttgart: Levy & Müller 1915.
- Aus Tsingtau entkommen. Erzählung für die Jugend. Illustriert v. Willy Planck. Stuttgart: Levy & Müller 1916.
- Der Admiral der Roten Flagge. Erzählung für die Jugend. Stuttgart: Levy & Müller 1917. (Wiederauflagen unter dem Titel Der Admiral der schwarzen Flagge. Eine Seeräuber-Geschichte noch bis 1964).
- Die Fremde. Berlin: Oesterheld 1917.
- Frau Übersee. Roman. Berlin: Mosse 1918.

Übersetzung:
- Fru Exotika. Stockholm: Svenska Andelsförlaget 1920. Ins Schwedische übersetzt von Julia Pripp.

- Joannes. Eine dramatische Passion. München: Wolff 1920.
- Die Dame aus New York. Roman. Berlin: Mosse 1921.

Übersetzung:
- La dama de Nueva York. Novela. Buenos Aires: Editora Internacional 1924. Ins Spanische übersetzt von Manuel Aviles.

- Phrygische Mützen. München: Drei Masken Verlag 1922. (Kurznovellen.)
- Monteton. Roman. Berlin: Mosse 1924.
- Die Siedlung Unitrusttown. Roman. Berlin: Ullstein 1925.
- Von Räubern, Henkern und Soldaten. Als Stabsoffizier in Rußland von 1917-1919. Berlin: A. Scherl 1925.

Übersetzung:
- Banditi, carnefici, soldati. Russia 1917-1919. Milano: Marangoni 1932. Ins Italienische übersetzt von O. Ferrari und G. Viberal.
- Zig zag. Gualdane e bivacchi di miliziani. Russia 1917-1919. Padova: Ar 2018. Ins Italienische übersetzt von F. Freda.

- Sif, das Weib, das den Mord beging. Roman. Vorwort v. Eustache Graf zu Plater-Syberg. München: Drei Masken 1926.

Übersetzungen:
- Woman in flight. New York: Boni & Liveright 1928. Ins Englische übersetzt von Jenny Covan.
- Sif. La femme qui a tue. Paris: La nouvelle societe d'edition 1931. Ins Französische übersetzt v. Maurice Remon.

- Liebesreigen und Fanfaren. Roman. O.O. [Berlin]: Volksverband der Bücherfreunde/Wegweiser-Verlag 1927.
- Sven entdeckt das Paradies. Roman. Berlin: Deutsche Buch-Gemeinschaft 1928.

Übersetzung:
- Sven discovers paradise. New York: Liveright 1929. Ins Englische übersetzt von Jenny Covan.

- Jean Paul Marat. Freund des Volkes. München: Drei Masken 1929.
- Bomben auf Monte Carlo. Roman. Berlin: A. Scherl 1930.
- Novellen für Ilka. München: Tukan-Verl. 1930. (= Die Tukanreihe. 4.)
- Des Tieres Fall. Das Schicksal einer Maschinerie. Roman. Geleitwort v. Edwin Erich Dwinger. München: Georg Müller 1931.
- Acht Kapitel für die Deutschen. Einleitung v. Erich Müller. Groß-Schönau (Sachsen): Ed. Kaiser 1934.
- Hundertmark. Die Geschichte einer Tiefstapelei. Berlin: Vorhut Verlag Otto Schlegel 1934.
- Krach um Payta. Eine Geschichte aus Dschungel und Sumpf. Berlin: Ullstein 1935.
- Ein Mannsbild namens Prack. Roman. Berlin: Schützen 1935.
- Sophie Dorothee. Mutter Friedrichs des Großen. Berlin: Schützen 1936.
- Bockelson. Geschichte eines Massenwahns, Die Geschichte der Wiedertäufer von Münster. Berlin: Schützen 1937.

Weitere Ausgaben:
- Bockelson. Geschichte eines Massenwahns, Wiesentheid: Droemer 1946. Mit einem Vorwort von Irmgard Reck-Malleczewen.
- Bockelson. Geschichte eines Massenwahns, Stuttgart: Goverts 1968. Mit einem Vorwort von Joachim Fest.
- Bockelson. Geschichte eines Massenwahns. Roman, Steigra: Verlag Antaios 2015. ISBN 978-3-944422-05-3. Mit einem Vorwort von Lutz Meyer.

Übersetzungen:
- Il re degli anabattisti. Storia di una rivoluzione moderna, Milano: Rusconi 1971. Ins Italienische übersetzt von Aldo Audisio, mit einer Einleitung von Quirino Principe. Neuausgabe: Milano: Res Gestae 2012. ISBN 978-88-6697-013-2.
- El día de la ira. Historia de una demencia colectiva. Buenos Aires: Ed. Tiempo Nuevo 1973. (= Colección Hombre y sociedad.) Ins Spanische übersetzt von Herman Mario Cueva.
- George B. von der Lippe u. Viktoria M. Reck-Malleczewen (Hrsg.): A History of the Münster Anabaptists. Inner Emigration and the Third Reich. A Critical Edition of Friedrich Reck-Malleczewen's Bockelson: A Tale of Mass Insanity. New York u. Basingstoke: Palgrave Macmillan 2008. ISBN 978-0-230-61256-3. Ins Englische übers. von George B. von der Lippe u. Viktoria M. Reck-Malleczewen, mit einem Vorwort von George B. von der Lippe, einer Einleitung von Karl-Heinz Schoeps und Erinnerungen an den Tag der Verhaftung ihres Vaters von Viktoria M. Reck-Malleczewen.

- Charlotte Corday. Geschichte eines Attentates. Berlin: Schützen 1937.
- Der König. Eine Erzählung aus den letzten Tagen Friedrichs des Großen. Berlin: Weichert 1937. (= Neue Rekord-Bibliothek. 11.)
- La Paloma. Roman. Berlin: Schützen 1937.
- Der große Tag des Leutnants Passavant. Berlin u. Leipzig: Nibelungen 1940. (= Wahre Soldatenschicksale. 2.)
- Der Richter. Roman. Berlin: A. Scherl 1940.

Übersetzung:
- De rechter. Roman. Utrecht: Bruna 1943. Ins Niederländische übersetzt v. André Johan Weber.

- Hrsg.: Der grobe Brief. Von Martin Luther bis Ludwig Thoma. Berlin: Schützen 1940.
- Hrsg.: Der letzte Brief. Leipa: Ed. Kaiser 1941.
- Spiel im Park. Roman. Berlin: A. Scherl 1943.
- Hrsg.: Briefe der Liebe aus acht Jahrhunderten. Berlin: Keil Verlag Scherl 1943.
- Diana Pontecorvo. Berlin: Knaur 1944. (Roman.)
- Das Ende der Termiten. Ein Versuch über die Biologie des Massenmenschen. Fragment. Hrsg. Curt Thesing. Lorch u. Stuttgart: Bürger-Verlag 1946.

Weitere Ausgaben:
- Das Ende der Termiten. Ein Versuch über die Biologie des Massenmenschen, kaplaken, Bd. 48, Steigra: Verlag Antaios 2015. ISBN 978-3-944422-48-0.

- Tagebuch eines Verzweifelten. Lorch: Bürger-Verlag 1947. Vor- und Nachwort von Curt Thesing.

Weitere Ausgaben:
- Tagebuch eines Verzweifelten. Stuttgart: Goverts 1966, Neuausgabe. Mit einem Vorwort von Klaus Harpprecht und Anmerkungen von Franziska Violet
- Tagebuch eines Verzweifelten. Zeugnis einer inneren Emigration. Frankfurt am Main u. Hamburg: Fischer-Bücherei 1971. (= Fischer-Bücherei. 1162.) ISBN 3-436-01333-1. Mit Anmerkungen von Franziska Violet.
- Tagebuch eines Verzweifelten. Berlin u. Bonn: J. H. W. Dietz Nachf. 1981. ISBN 3-8012-0055-8. Mit einem Vorwort von Bernt Engelmann.
- Tagebuch eines Verzweifelten. Frankfurt am Main: Eichborn 1994. ISBN 3-8218-4113-4. (= Die andere Bibliothek. 113.) Neuausgabe, hrsg. u. mit einem biographischen Essay (Memento vom 14. Februar 2007 im Internet Archive) von Christine Zeile
- Tagebuch eines Verzweifelten. München: Allitera 2015. ISBN 978-3-86906-707-0. Mit einem Nachwort von Peter Czoik.

Übersetzungen:
- Dagboek van een wanhopig mens. Getuigenis van een innerlijke emigratie. Baarn: Uitgeverij in den Toren 1968. Ins Niederländische übersetzt von Dolf Koning. 2018 erschien eine Neuausgabe im Verlag Van Maaskant Haun. Die Übersetzung wurde von Meta Gemert und Ida de Leeuw überarbeitet.
- La haine et la honte. Journal d'un aristocrate allemand 1936-1944. Paris: Éditions du Seuil 1969. Ins Französische übersetzt von Élie Gabey; Neuausgabe: Paris: Ed. Vuibert 2015. ISBN 978-2-311-10085-3. Ins Französische übersetzt von Élie Gabey und Pierre-Emmanuel Dauzat, mit einem Vorwort von Pierre-Emmanuel Dauzat.
- Diary of a man in despair, London u. New York: Macmillan 1970. Ins Englische übersetzt von Paul Rubens; Neuausgabe: London: Audiogrove 1995. ISBN 1-899811-00-1; Neuausgabe mit einem Nachwort von Norman Stone: London: Duck Ed. 2000. ISBN 0-7156-3000-8; Neuausgabe mit einem Nachwort von Richard J. Evans: New York: New York Review Books 2013. ISBN 978-1-59017-586-6.
- Il tempo dell'odio e della vergogna, 1936-1944. Diario di un aristocratico tedesco antinazista. Milano: Ruscoli 1970. (= La storia di vicino.) Ins Italienische übersetzt von Riccardo Mazzarol und Quirino Principe, mit einer Einleitung von Alfredo Cattabiani. Neuübersetzung: Diario di un disperato. Memorie di un aristocratico antinazista. Roma: Castelvecchi 2015. ISBN 978-88-6826-747-6. Ins Italienische übersetzt von Matteo Chiarini.
- Diario de un desesperado, Barcelona: Ed. Minúscula 2009. ISBN 978-84-95587-55-8. Hrsg. und mit einem Nachwort von Christine Zeile, ins Spanische übersetzt von Carlos Fortea.

### Filme
- 1927: Arme kleine Sif, Regie: Arthur Bergen – Vorlage
- 1931: Bomben auf Monte Carlo, Regie: Hanns Schwarz – Vorlage
- 1934: Peer Gynt, Regie: Fritz Wendhausen – Drehbuch
- 1935: Henker, Frauen und Soldaten, Regie: Johannes Meyer – Vorlage
- 1941: … reitet für Deutschland, Regie: Arthur Maria Rabenalt – Drehbuch
- 1960: Bomben auf Monte Carlo, Regie: Georg Jacoby – Vorlage